# Sluck
Sluck (in bielorusso Слуцк?; così anche in russo; in polacco Słuck) è una città della Bielorussia di 59 450 abitanti, nella regione di Minsk.
Il 27 ottobre 1941 la città fu teatro di un massacro avvenuto ad opera dei nazisti.